# Rollo heráldico de Villafufre

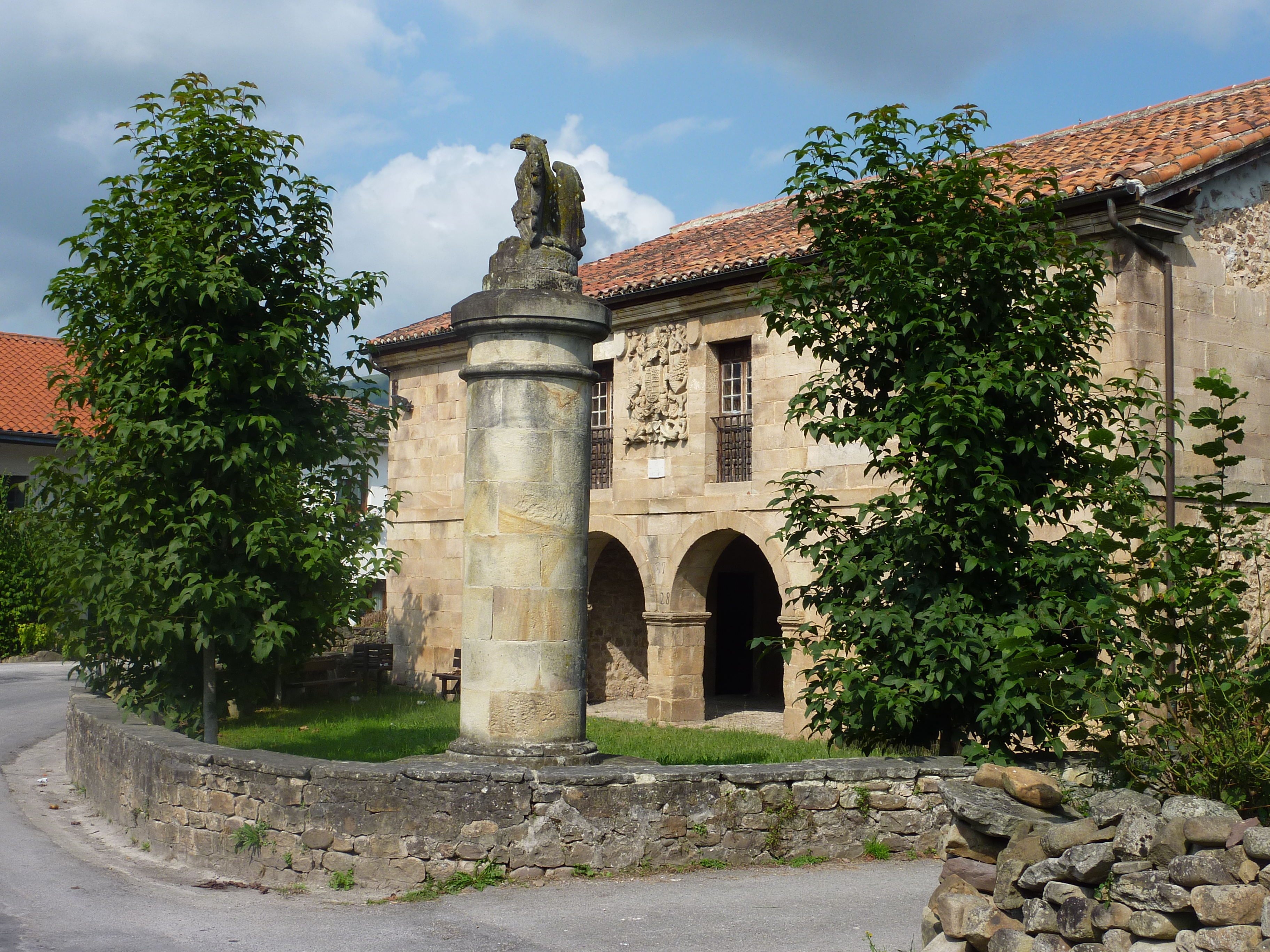
El rollo junto a la casa.

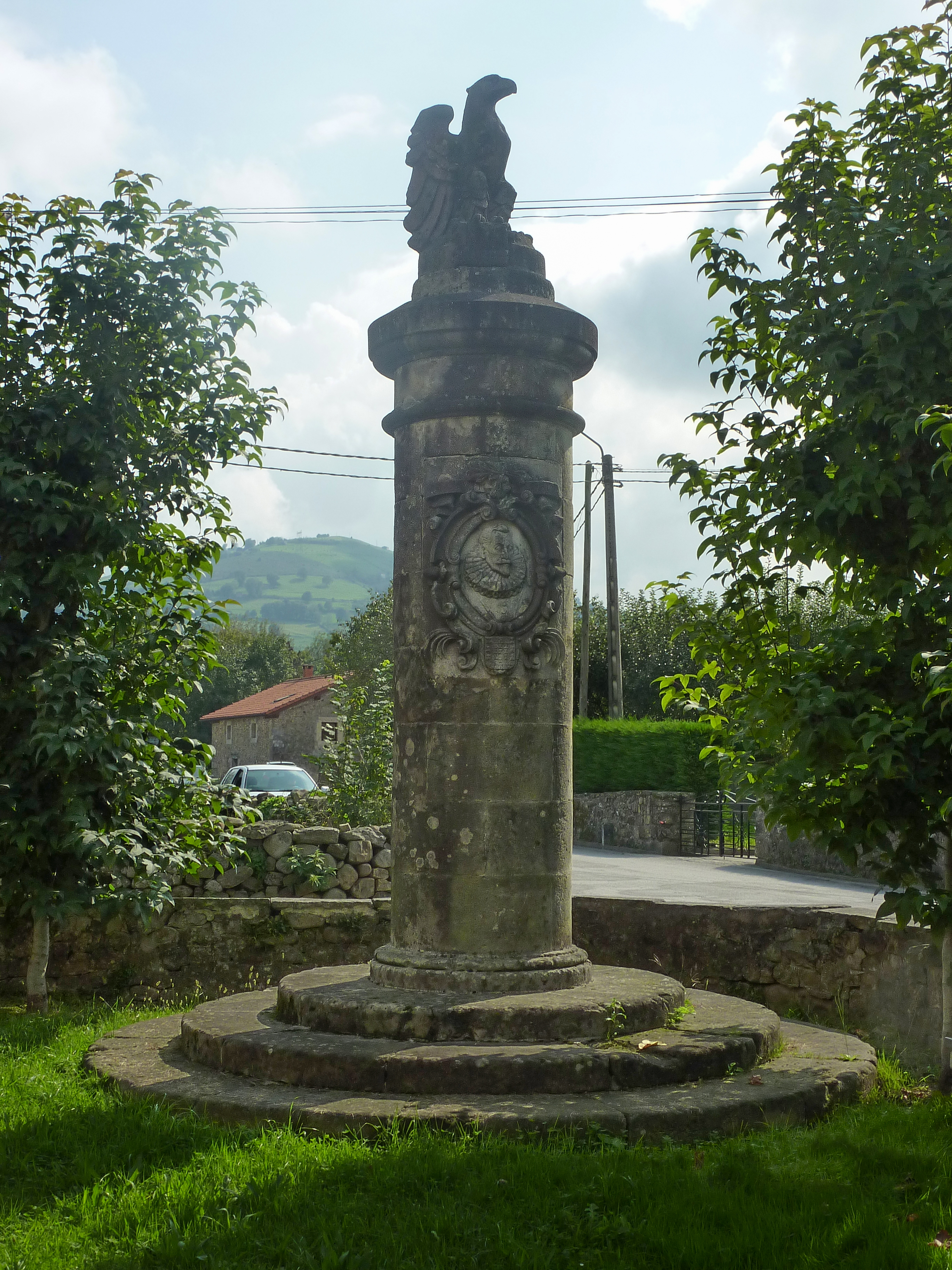
El rollo.

El Rollo Heráldico que se ubica delante de la casa conocida como «Lope de Vega», en el pueblo de Vega de Villafufre, en el municipio de Villafufre (Cantabria, España), es un Bien de Interés Cultural, con categoría de Monumento, por resolución de 3 de abril de 2002.
De acuerdo con lo establecido en la Disposición Adicional Segunda de la Ley 16/1985, de 25 de junio, del Patrimonio Histórico Español, se consideran de interés cultural los bienes a que se contrae el Decreto 571/1963, de 14 de marzo, sobre Protección de los Escudos, Emblemas, Piedras Heráldicas, Rollos de Justicia, Cruces de Término y Piezas Similares. Es por ello que, por ministerio de dicha Ley se declaró bien de interés cultural, con la categoría de Monumento,  el Rollo Heráldico que se ubica delante de la casa conocida como «Lope de Vega», en el pueblo de Vega de Villafufre (Cantabria). El Rollo se encuentra exento, constituido por triple grada en el asiento, construido en sillería y de planta circular rematado por un águila imperial.